# Liste der Monuments historiques in Foisches
Die Liste der Monuments historiques in Foisches führt die Monuments historiques in der französischen Gemeinde Foisches auf.

## Liste der Immobilien
| Bezeichnung         | Beschreibung | Standort                   | Kennzeichnung | Schutzstatus | Datum | Bild           |
| ------------------- | --- | -------------------------- | ------------- | ------------ | ----- | -------------- |
| Château de Foisches | auch Château des Templiers; festes Haus, Anfang des 17. Jahrhunderts, nach der Französischen Revolution in einen Bauernhof umgewandelt | 4 rue des Templiers (Lage) | PA00078557    | Inscrit      | 1991  | weitere Bilder |

## Liste der Objekte
| Bezeichnung               | Beschreibung                                                                       | Standort                       | Kennzeichnung | Schutzstatus | Datum | Bild |
| ------------------------- | ---------------------------------------------------------------------------------- | ------------------------------ | ------------- | ------------ | ----- | ---- |
| Skulptur Madonna mit Kind | Holz, farbig gefasst, 18. Jahrhundert                                              | in der Kirche St-Martin (Lage) | PM08001317    | Inscrit      | 2015  |      |
| Hauptaltar                | Altartisch, Retabel und Tabernakel; Holz, farbig gefasst, 17. oder 18. Jahrhundert | in der Kirche St-Martin (Lage) | PM08000197    | Classé       | 1970  |      |